# Nicolò Rovella
Nicolò Rovella (Segrate, Italia, 4 de diciembre de 2001) es un futbolista italiano que juega en la demarcación de centrocampista para la S. S. Lazio de la Serie A de Italia, cedido por la Juventus F. C.

## Trayectoria
Tras formarse en las filas inferiores del Accademia Internazionale, Alcione y Genoa, finalmente debutó con el primer equipo el 3 de diciembre de 2019 en un encuentro de la Copa Italia contra el Ascoli. Dos años después fichó por la Juventus, aunque siguió jugando para el Genoa en calidad de cedido por un año más. Debutó con el equipo turinés el 15 de agosto de 2022 en la Serie A contra el Sassuolo.
En agosto de 2023 fue cedido un par de temporadas a la S. S. Lazio. El acuerdo incluía una opción de compra obligatoria por 17 millones de euros si se cumplían determinados objetivos.

## Selección nacional
El 14 de noviembre de 2024 hizo su debut con la selección de Italia en un encuentro de la Liga de Naciones de la UEFA 2024-25 ante Bélgica que ganaron por cero a uno.

## Estadísticas

### Clubes
Actualizado al último partido disputado el 25 de mayo de 2025.
| Club                       | Div.          | Temporada     | Liga  | Liga  | Copas nacionales | Copas nacionales | Copas internacionales | Copas internacionales | Total | Total |
| Club                       | Div.          | Temporada     | Part. | Goles | Part.            | Goles            | Part.                 | Goles                 | Part. | Goles |
| -------------------------- | ------------- | ------------- | ----- | ----- | ---------------- | ---------------- | --------------------- | --------------------- | ----- | ----- |
| Genoa C. F. C. · Italia    | 1.ª           | 2019-20       | 2     | 0     | 1                | 0                | —                     | —                     | 3     | 0     |
| Genoa C. F. C. · Italia    | 1.ª           | 2020-21       | 20    | 0     | 2                | 0                | —                     | —                     | 22    | 0     |
| Genoa C. F. C. · Italia    | 1.ª           | 2021-22       | 21    | 0     | 1                | 0                | —                     | —                     | 22    | 0     |
| Genoa C. F. C. · Italia    | Total club    | Total club    | 43    | 0     | 4                | 0                | 0                     | 0                     | 47    | 0     |
| Juventus de Turín · Italia | 1.ª           | 2022-23       | 3     | 0     | —                | —                | —                     | —                     | 3     | 0     |
| Juventus de Turín · Italia | Total club    | Total club    | 3     | 0     | 0                | 0                | 0                     | 0                     | 3     | 0     |
| A. C Monza · Italia        | 1.ª           | 2022-23       | 25    | 1     | 2                | 0                | —                     | —                     | 27    | 1     |
| A. C Monza · Italia        | Total club    | Total club    | 25    | 1     | 2                | 0                | 0                     | 0                     | 27    | 1     |
| S. S. Lazio · Italia       | 1.ª           | 2023-24       | 23    | 0     | 4                | 0                | 3                     | 0                     | 30    | 0     |
| S. S. Lazio · Italia       | 1.ª           | 2024-25       | 33    | 0     | 2                | 0                | 9                     | 0                     | 44    | 0     |
| S. S. Lazio · Italia       | Total club    | Total club    | 56    | 0     | 6                | 0                | 12                    | 0                     | 74    | 0     |
| Total carrera              | Total carrera | Total carrera | 127   | 1     | 12               | 0                | 12                    | 0                     | 151   | 1     |